# Stanislav Hanzlík
Stanislav Hanzlík (11. května 1878 Plzeň – 8. října 1956 Praha) byl český meteorolog světového významu, ředitel univerzitního meteorologického ústavu a profesor meteorologie a klimatologie na Karlově univerzitě.

## Život
Roku 1902 získal doktorát z filozofie, pokračoval ve studiu na univerzitách ve Štrasburku, v Berlíně, na Harvardově univerzitě v Cambridgi ve Spojených státech, byl na stážích ve Washingtonu a ve Vídni. Roku 1907 publikoval v Praze svou první objevnou práci O studených a teplých anticyklonách, roku 1908 ve Vídni publikuje obdobnou práci v němčině „Die räumliche Verteilung der meteorologischen Elemente in den Antizyklonen. Ein Beitrag zur Entwicklungsgeschichte der Antizyklonen.“ (Prostorové rozdělení meteorologických prvků v anticyklónách. Příspěvek k vývoji anticyklón.). Roku 1912 publikoval druhou významnou a objevnou práci o cyklónách „Die räumliche Verteilung der meteorologischen Elemente in den Zyklonen. Ein Beitrag zur Entwicklungsgeschichte der Zyklonen.“ (Prostorové rozdělení meteorologických prvků v cyklónách. Příspěvek k vývoji cyklón.). Oba předchozí příspěvky ovlivnily práci norské meteorologické školy vedené Vilhelmem Bjerknesem.
Stanislav Hanzlík v těchto pracích zúročil poznatky získané ve Spojených státech a pozorování z horských observatoří. Byl jedním z prvních meteorologů, kteří popsali vertikální profil tlakových útvarů a je mu připisován objev „teplých anticyklón“.
Během svého života procestoval mnoho zemí, své poznatky z těchto cest uplatnil nejen při svých přednáškách, ale také v knize Základy meteorologie a klimatologie, která vyšla hned třikrát – naposledy roku 1956.